# Флемальский мастер

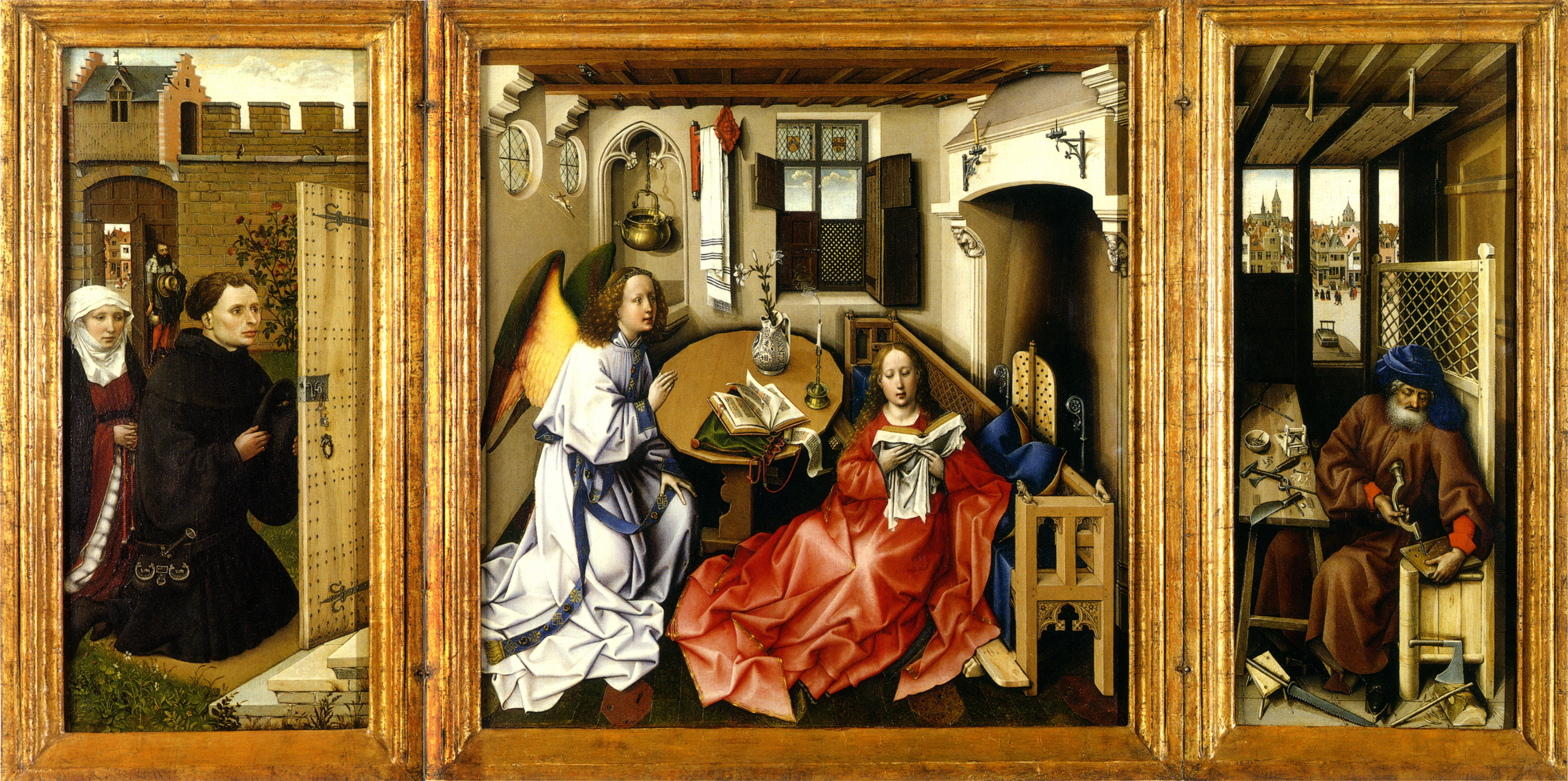
Алтарь Мероде, ок. 1425 г.

Флемальский мастер (фр. Maître de Flémalle) — прозвание неизвестного фламандского художника, творчество которого приходится на период с 1410 по 1440 годы.
Неизвестный художник получил такое прозвание по трём работам, в провенансе которых при их продаже в XIX веке был указан Флемаль близ Льежа. Поскольку в этом местечке нет упоминавшегося в данных некоего аббатства, происхождение этих произведений искусства остаётся туманным.
В настоящее время практически общепринятым является мнение, что Флемальский мастер — это Робер Кампен. Отмечается также, что наиболее близки Флемальскому мастеру по своей творческой манере Жак Даре и (в ранних работах) Рогир ван дер Вейден — два художника, которые сформировались в мастерской Кампена. Поэтому отдельные специалисты полагают, что Флемальский мастер — это ученик Кампена Рогир (Роже) ван дер Вейден.